# Ali Paixà Djanikli
Ali Paixà Djanikli (Istanbul 1720-1785) fou un derebey i militar otomà, fill d'un alt funcionari imperial.
El seu germà gran Suleyman Pasha va establir el seu poder a la regió de Tsaniq (Djanik) i el va acompanyar per més tard agafar la seva successió com a derebey amb el títol de muhassil. Va participar en la guerra russo-turca (1768-1774) lluitant a Geòrgia, Moldàvia i Crimea.
El 1776 fou nomenat serasker de Kars mentre consolidava la seva posició al Tsaniq i estenia els dominis cap a l'est. El 1771 fou nomenat governador del wilayat de Trebisonda que abans havia governat el seu germà Sulayman i va rebre la província en una mena de feu conegut com a malikane; es va estendre fins a Sivas i Erzurum. El gener de 1778 fou nomenat serasker de Crimea, i poc després fou atacat per un derebey rival dels Capanoghlu, instigat pels seus enemics a la cort, i destituït de tots els seus càrrecs, va fugir a Crimea (1779) a la cort del kan mercès a la intercessió del qual fou perdonat el 1781 i va recuperar les seves possessions i els títols.
Va redactar un informe sobre les causes de la derrota turca en la guerra i les reformes a emprendre (1776). Va morir l'estiu del 1785.